# Straumsvík
Straumsvík ist eine kleine Bucht drei Kilometer westlich der isländischen Stadt Hafnarfjörður.
Bekannt ist diese Bucht für das erste Aluminiumwerk in Island.
Es wurde 1969 von der Firma Alusuisse errichtet und am 3. Mai 1970 offiziell eröffnet.
In Island gibt es nicht die Rohstoffe, aber die preisgünstige elektrische Energie.
Für dieses Werk wurde das Búrfellsvirkjun, das erste große Wasserkraftwerk in Island gebaut.
Mit 460 Beschäftigten ist das Werk einer der größten Arbeitgeber im Land.
Im Herbst 2006 und Frühjahr 2007 stimmten die Einwohner von Hafnarfjörður knapp gegen einen weiteren Ausbau des Werks.
Jetzt wird das Werk von der kanadischen Firma Alcan betrieben.
Die auffälligen Silos und die langen Werkhallen liegen direkt neben der Reykjanesbraut  zwischen dem Flughafen in Keflavík und der Reykjavík.
Es gibt noch weitere Aluminiumwerke in Island in Grundartangi am Hvalfjörður und in Reyðarfjörður mit dem Kraftwerk Kárahnjúkavirkjun.